# Stranger in Moscow
Stranger in Moscow is een nummer van zanger Michael Jackson uitgegeven als vierde single van zijn album HIStory, eind 1996. Michael Jacksons voormalige tekstschrijver Rod Temperton vindt dit het beste nummer van de zanger.
Het nummer werd geschreven in 1993, tijdens Michael Jacksons Dangerous World Tour in Moskou. Hij vertelt dat het enige wat hij kon zien vanuit zijn hotelkamer, een "zee van gezichten van fans" was die zongen en schreeuwden, terwijl hij zich alleen voelde in zijn kamer, alsof hij "de laatste persoon op aarde was". Vanwege deze gelegenheid maakte hij het nummer Stranger in Moscow.
In de videoclip van het nummer loopt Michael Jackson over straat, terwijl alles en iedereen om hem heen in slow motion beweegt.

## Prestatie
Het nummer was een succes in Europa, met een nummer 1 notering in Spanje en Italië. Het was daarentegen wel de minst succesvolle single van zijn album HIStory, ook al stond het nummer net als zijn drie voorgangers in de top 5 van de hitlijsten in het Verenigd Koninkrijk, waar dit album zijn tot nog toe meest succesvolle album is.

## Trivia
- Ook al heet het nummer Stranger in Moscow, de videoclip is toch niet opgenomen in Moskou, het lijkt er niet eens op. De clip speelt zich namelijk af in een normale Amerikaanse stad op een regenachtige dag.
- Aan het eind van het nummer is een lage mannenstem te horen, die in het Russisch de volgende woorden zegt: "Зачем ты приехал к нам, враг от Запада? Признайся! Он приехал, чтобы украсть у нас великие достижения народа, великие труды рабочих" (vertaling: "Waarom kwam je naar ons toe, jij vijand uit het westen? Vertel de waarheid! Hij kwam om dat te stelen wat de mensen in Rusland bereikt hadden, de werkende mens"). Vele Russisch-sprekende fans van Michael Jackson dachten dat deze zin refereerde aan de Koude Oorlog, die inmiddels was afgelopen.
- Een vreemde zin in de tekst van het nummer is de zin "KGB was doggin' me, take my name and just let me be...". Dit terwijl de KGB (geheime dienst in de Sovjet-Unie) gelijk met de Unie was verdwenen in 1991, jaren voor het nummer uitkwam.
- Een andere vreemde zin is "Kremlin's shadow belittlin' me, Stalin's tomb won't let me be". Jozef Stalin (1878-1953) is niet begraven in een tombe, maar in een graf in de buurt van de Kremlin Muur, naast graven van andere leiders van de Sovjet-Unie. Enkel de stichter van de USSR, Vladimir Lenin ligt begraven in een tombe, Lenins Mausoleum genoemd, op het Rode Plein.
- Dit nummer heeft sterke overeenkomsten met muziek uit de videogame Sonic the Hedgehog 3. Die game werd eerder uitgebracht dan HIStory. Het spel zelf noemt Michael echter niet als een van de componisten, maar wel iemand waar Michael veel mee samenwerkte, namelijk Brad Buxer. Volgens Buxer schreven Jackson en hij muziek voor Sonic 3 maar Buxer wist niet of dat ook daadwerkelijk gebruikt is in de game.[1] Later heeft hij aangegeven dat de muziek die tijdens de aftiteling van Sonic 3 speelt gebruikt is als basis voor Stranger in Moscow.[2]

## Hitnoteringen

### Nederlandse Top 40
| Hitnotering: 21-09-1996 t/m 09-11-1996 | Hitnotering: 21-09-1996 t/m 09-11-1996 | Hitnotering: 21-09-1996 t/m 09-11-1996 | Hitnotering: 21-09-1996 t/m 09-11-1996 | Hitnotering: 21-09-1996 t/m 09-11-1996 | Hitnotering: 21-09-1996 t/m 09-11-1996 | Hitnotering: 21-09-1996 t/m 09-11-1996 | Hitnotering: 21-09-1996 t/m 09-11-1996 | Hitnotering: 21-09-1996 t/m 09-11-1996 | Hitnotering: 21-09-1996 t/m 09-11-1996 |
| Week:                                  | 1                                      | 2                                      | 3                                      | 4                                      | 5                                      | 6                                      | 7                                      | 8                                      |                                        |
| -------------------------------------- | -------------------------------------- | -------------------------------------- | -------------------------------------- | -------------------------------------- | -------------------------------------- | -------------------------------------- | -------------------------------------- | -------------------------------------- | -------------------------------------- |
| Positie:                               | 19                                     | 14                                     | 14                                     | 12                                     | 9                                      | 13                                     | 24                                     | 32                                     | uit                                    |

### NederlandseSingle Top 100
| Hitnotering: (Week 1 t/m 9) 21-09-1996 t/m 16-11-1996 Hitnotering: (Week 10 t/m 11) 24-06-2006 t/m 01-07-2006 Hitnotering: (Week 12 t/m 15) 04-07-2009 t/m 25-07-2009 | Hitnotering: (Week 1 t/m 9) 21-09-1996 t/m 16-11-1996 Hitnotering: (Week 10 t/m 11) 24-06-2006 t/m 01-07-2006 Hitnotering: (Week 12 t/m 15) 04-07-2009 t/m 25-07-2009 | Hitnotering: (Week 1 t/m 9) 21-09-1996 t/m 16-11-1996 Hitnotering: (Week 10 t/m 11) 24-06-2006 t/m 01-07-2006 Hitnotering: (Week 12 t/m 15) 04-07-2009 t/m 25-07-2009 | Hitnotering: (Week 1 t/m 9) 21-09-1996 t/m 16-11-1996 Hitnotering: (Week 10 t/m 11) 24-06-2006 t/m 01-07-2006 Hitnotering: (Week 12 t/m 15) 04-07-2009 t/m 25-07-2009 | Hitnotering: (Week 1 t/m 9) 21-09-1996 t/m 16-11-1996 Hitnotering: (Week 10 t/m 11) 24-06-2006 t/m 01-07-2006 Hitnotering: (Week 12 t/m 15) 04-07-2009 t/m 25-07-2009 | Hitnotering: (Week 1 t/m 9) 21-09-1996 t/m 16-11-1996 Hitnotering: (Week 10 t/m 11) 24-06-2006 t/m 01-07-2006 Hitnotering: (Week 12 t/m 15) 04-07-2009 t/m 25-07-2009 | Hitnotering: (Week 1 t/m 9) 21-09-1996 t/m 16-11-1996 Hitnotering: (Week 10 t/m 11) 24-06-2006 t/m 01-07-2006 Hitnotering: (Week 12 t/m 15) 04-07-2009 t/m 25-07-2009 | Hitnotering: (Week 1 t/m 9) 21-09-1996 t/m 16-11-1996 Hitnotering: (Week 10 t/m 11) 24-06-2006 t/m 01-07-2006 Hitnotering: (Week 12 t/m 15) 04-07-2009 t/m 25-07-2009 | Hitnotering: (Week 1 t/m 9) 21-09-1996 t/m 16-11-1996 Hitnotering: (Week 10 t/m 11) 24-06-2006 t/m 01-07-2006 Hitnotering: (Week 12 t/m 15) 04-07-2009 t/m 25-07-2009 | Hitnotering: (Week 1 t/m 9) 21-09-1996 t/m 16-11-1996 Hitnotering: (Week 10 t/m 11) 24-06-2006 t/m 01-07-2006 Hitnotering: (Week 12 t/m 15) 04-07-2009 t/m 25-07-2009 | Hitnotering: (Week 1 t/m 9) 21-09-1996 t/m 16-11-1996 Hitnotering: (Week 10 t/m 11) 24-06-2006 t/m 01-07-2006 Hitnotering: (Week 12 t/m 15) 04-07-2009 t/m 25-07-2009 | Hitnotering: (Week 1 t/m 9) 21-09-1996 t/m 16-11-1996 Hitnotering: (Week 10 t/m 11) 24-06-2006 t/m 01-07-2006 Hitnotering: (Week 12 t/m 15) 04-07-2009 t/m 25-07-2009 | Hitnotering: (Week 1 t/m 9) 21-09-1996 t/m 16-11-1996 Hitnotering: (Week 10 t/m 11) 24-06-2006 t/m 01-07-2006 Hitnotering: (Week 12 t/m 15) 04-07-2009 t/m 25-07-2009 | Hitnotering: (Week 1 t/m 9) 21-09-1996 t/m 16-11-1996 Hitnotering: (Week 10 t/m 11) 24-06-2006 t/m 01-07-2006 Hitnotering: (Week 12 t/m 15) 04-07-2009 t/m 25-07-2009 | Hitnotering: (Week 1 t/m 9) 21-09-1996 t/m 16-11-1996 Hitnotering: (Week 10 t/m 11) 24-06-2006 t/m 01-07-2006 Hitnotering: (Week 12 t/m 15) 04-07-2009 t/m 25-07-2009 | Hitnotering: (Week 1 t/m 9) 21-09-1996 t/m 16-11-1996 Hitnotering: (Week 10 t/m 11) 24-06-2006 t/m 01-07-2006 Hitnotering: (Week 12 t/m 15) 04-07-2009 t/m 25-07-2009 | Hitnotering: (Week 1 t/m 9) 21-09-1996 t/m 16-11-1996 Hitnotering: (Week 10 t/m 11) 24-06-2006 t/m 01-07-2006 Hitnotering: (Week 12 t/m 15) 04-07-2009 t/m 25-07-2009 | Hitnotering: (Week 1 t/m 9) 21-09-1996 t/m 16-11-1996 Hitnotering: (Week 10 t/m 11) 24-06-2006 t/m 01-07-2006 Hitnotering: (Week 12 t/m 15) 04-07-2009 t/m 25-07-2009 | Hitnotering: (Week 1 t/m 9) 21-09-1996 t/m 16-11-1996 Hitnotering: (Week 10 t/m 11) 24-06-2006 t/m 01-07-2006 Hitnotering: (Week 12 t/m 15) 04-07-2009 t/m 25-07-2009 |
| Week: | 1 | 2 | 3 | 4 | 5 | 6 | 7 | 8 | 9 | | 10 | 11 | | 12 | 13 | 14 | 15 | |
| --- | --- | --- | --- | --- | --- | --- | --- | --- | --- | --- | --- | --- | --- | --- | --- | --- | --- | --- |
| Positie: | 32 | 9 | 8 | 6 | 8 | 9 | 13 | 23 | 30 | uit | 41 | 90 | uit | 52 | 48 | 64 | 99 | uit |

### VlaamseUltratop 50
| Hitnotering: (Week 1 t/m 7) 05-10-1996 t/m 16-11-1996 Hitnotering: (Week 8) 30-11-1996 | Hitnotering: (Week 1 t/m 7) 05-10-1996 t/m 16-11-1996 Hitnotering: (Week 8) 30-11-1996 | Hitnotering: (Week 1 t/m 7) 05-10-1996 t/m 16-11-1996 Hitnotering: (Week 8) 30-11-1996 | Hitnotering: (Week 1 t/m 7) 05-10-1996 t/m 16-11-1996 Hitnotering: (Week 8) 30-11-1996 | Hitnotering: (Week 1 t/m 7) 05-10-1996 t/m 16-11-1996 Hitnotering: (Week 8) 30-11-1996 | Hitnotering: (Week 1 t/m 7) 05-10-1996 t/m 16-11-1996 Hitnotering: (Week 8) 30-11-1996 | Hitnotering: (Week 1 t/m 7) 05-10-1996 t/m 16-11-1996 Hitnotering: (Week 8) 30-11-1996 | Hitnotering: (Week 1 t/m 7) 05-10-1996 t/m 16-11-1996 Hitnotering: (Week 8) 30-11-1996 | Hitnotering: (Week 1 t/m 7) 05-10-1996 t/m 16-11-1996 Hitnotering: (Week 8) 30-11-1996 | Hitnotering: (Week 1 t/m 7) 05-10-1996 t/m 16-11-1996 Hitnotering: (Week 8) 30-11-1996 | Hitnotering: (Week 1 t/m 7) 05-10-1996 t/m 16-11-1996 Hitnotering: (Week 8) 30-11-1996 |
| Week:                                                                                  | 1                                                                                      | 2                                                                                      | 3                                                                                      | 4                                                                                      | 5                                                                                      | 6                                                                                      | 7                                                                                      |                                                                                        | 8                                                                                      |                                                                                        |
| -------------------------------------------------------------------------------------- | -------------------------------------------------------------------------------------- | -------------------------------------------------------------------------------------- | -------------------------------------------------------------------------------------- | -------------------------------------------------------------------------------------- | -------------------------------------------------------------------------------------- | -------------------------------------------------------------------------------------- | -------------------------------------------------------------------------------------- | -------------------------------------------------------------------------------------- | -------------------------------------------------------------------------------------- | -------------------------------------------------------------------------------------- |
| Positie:                                                                               | 27                                                                                     | 45                                                                                     | 40                                                                                     | 26                                                                                     | 27                                                                                     | 32                                                                                     | 50                                                                                     | uit                                                                                    | 48                                                                                     | uit                                                                                    |

### VlaamseRadio 2 Top 30
| Hitnotering: (Week 1) 05-10-1996 Hitnotering: (Week 2 t/m 3) 26-10-1996 t/m 02-11-1996 | Hitnotering: (Week 1) 05-10-1996 Hitnotering: (Week 2 t/m 3) 26-10-1996 t/m 02-11-1996 | Hitnotering: (Week 1) 05-10-1996 Hitnotering: (Week 2 t/m 3) 26-10-1996 t/m 02-11-1996 | Hitnotering: (Week 1) 05-10-1996 Hitnotering: (Week 2 t/m 3) 26-10-1996 t/m 02-11-1996 | Hitnotering: (Week 1) 05-10-1996 Hitnotering: (Week 2 t/m 3) 26-10-1996 t/m 02-11-1996 | Hitnotering: (Week 1) 05-10-1996 Hitnotering: (Week 2 t/m 3) 26-10-1996 t/m 02-11-1996 |
| Week:                                                                                  | 1                                                                                      |                                                                                        | 2                                                                                      | 3                                                                                      |                                                                                        |
| -------------------------------------------------------------------------------------- | -------------------------------------------------------------------------------------- | -------------------------------------------------------------------------------------- | -------------------------------------------------------------------------------------- | -------------------------------------------------------------------------------------- | -------------------------------------------------------------------------------------- |
| Positie:                                                                               | 27                                                                                     | uit                                                                                    | 26                                                                                     | 27                                                                                     | uit                                                                                    |

### NPO Radio 2 Top 2000
| Nummer met noteringen in de NPO Radio 2 Top 2000 | '09 | '10 | '11  | '12  | '13  | '14  | '15  | '16  | '17  | '18  | '19  | '20  | '21  | '22  | '23  | '24  |
| ------------------------------------------------ | --- | --- | ---- | ---- | ---- | ---- | ---- | ---- | ---- | ---- | ---- | ---- | ---- | ---- | ---- | ---- |
| Stranger in Moscow                               | 725 | -   | 1201 | 1390 | 1059 | 1205 | 1276 | 1346 | 1361 | 1351 | 1615 | 1706 | 1841 | 1564 | 1778 | 1520 |

1. ↑  Een '-' betekent dat het nummer niet was genoteerd en een vetgedrukt getal geeft de hoogste notering aan.
2. ↑  2009 was het eerste jaar met een notering voor dit nummer.

1. ↑  Black & White Magazine.
2. ↑  The Michael Jackson Video Game Conspiracy. The Huffington Post.